# La Genête
La Genête település Franciaországban, Saône-et-Loire megyében. Lakosainak száma 567 fő (2022. január 1.). La Genête Jouvençon, Brienne, La Chapelle-Thècle, Cuisery, Ratenelle és Romenay községekkel határos.

## Népesség
A település népességének változása:
| Lakosok száma | 547  | 564  | 586  | 572  | 571  | 569  | 567  | 565  | 567  |
|               | 2013 | 2015 | 2016 | 2017 | 2018 | 2019 | 2020 | 2021 | 2022 |